# Option für die Armen
Die Option für die Armen ist ein theologisches Prinzip, das eine besondere Parteinahme für die Armen betont und in den 1960er und 1970er Jahren in den von der Theologie der Befreiung geprägten lateinamerikanischen Kirchen wiederentdeckt wurde.
Diese Option beruht auf dem Ersten Bund mit dessen Prophetien für die Witwen und Waisen.

## Historische Wurzeln
Das Prinzip wird auf biblische Wurzeln bezogen, z. B. die Seligpreisungen der Bergpredigt und das Welt- und Heilsethos, welches in Jesu Worten und Handlungen zum Ausdruck kommt. Gott selbst hat demnach eine Entscheidung zugunsten der Armen getroffen. 
Die klassische katholische Soziallehre kennt das Prinzip der Solidarität, formuliert aber keinen expliziten Vorrang der Armen. Stärker ist dies der Fall in einigen Dokumenten des Zweiten Vatikanischen Konzils, u. a. in Gaudium et Spes 1 und Lumen gentium 8. Diese Texte wurden in Lateinamerika spezifischer ausgelegt. Ausgangspunkt ist die reale Erfahrung des Lebens der Armen in einer von Ausbeutung und Ungerechtigkeit geprägten Gesellschaft. Darauf reagiert die Gestaltung christlicher Praxis in den Basisgemeinden, wobei eine direkte Parteinahme für die Armen sichtbar wird. Dem entspricht die Akzentuierung theologischer Reflexion. Dieser Ansatz prägt maßgeblich die vom 24. August bis 6. September 1968 in Medellín (Kolumbien) tagende zweite Generalversammlung des Lateinamerikanischen Episkopats, also eines Teils des lateinamerikanischen katholischen Lehramts. Allerdings taucht der Ausdruck „Option für die Armen“ so nicht wörtlich in den Abschlussdokumenten auf. 
Die dritte Generalversammlung des Lateinamerikanischen Episkopats in Puebla (Mexiko) 1979 brachte dann den Begriff der „vorrangigen“ (span. preferencial) Option für die Armen in die Diskussion ein. Diese Formulierung war nicht unumstritten. Im Abschlussdokument vom 13. Februar 1979 heißt es unter anderem:

„Die vorrangige Option für die Armen hat als Ziel die Verkündigung Christi, der sie über ihre Würde aufklären, ihnen in ihren Bemühungen um Befreiung von allen ihren Nöten helfen und sie durch das Erleben der evangelischen Armut zur Gemeinschaft mit dem Vater und den Brüdern führen wird. […] Diese Option, die durch die ärgerniserregende Realität des wirtschaftlichen Ungleichgewichts in Lateinamerika erfordert wird, muß dazu führen, ein würdiges und brüderliches Zusammenleben zu begründen und eine gerechte und freie Gesellschaft aufzubauen.“

Papst Johannes Paul II. approbierte das Abschlussdokument von Puebla am 23. März 1979.
In der Instruktion der Glaubenskongregation Libertatis conscientia vom 22. März 1986 heißt es zur Option für die Armen:

„Indem die Kirche die Armen liebt, bezeugt sie schließlich die Würde des Menschen; sie erklärt offen, daß er mehr wert ist durch das, was er ist, als durch das, was er hat. […] Weit davon entfernt, […] sich nur um einen Teil oder Bereich der Menschen zu sorgen, erschließt die vorrangige Option für die Armen vielmehr die Universalität des Wesens und der Sendung der Kirche; von dieser Option wird niemand ausgeschlossen. Dies ist der Grund, warum die Kirche diese Option nicht durch besondere soziologische oder ideologische Kategorien ausdrücken kann, die diese Zuneigung ja zu einer parteiischen und konfliktträchtigen Auswahl machen würde.(DH 4761)“

Die Option für die Armen stellt einen bedeutsamen Perspektivenwechsel dar: „Die Armen können nicht mehr als ‚Objekte‘ einer paternalistisch sich zu ihnen herablassenden Kirche behandelt werden. In einer Kirche mit den Armen, die sich in die Welt der Armen hineinbegibt und deren Bedingungen freundschaftlich-solidarisch teilt, werden die Armen selbst zu tragenden Subjekten der Kirche und ihres gemeinsamen Glaubens“; die Armen sind nicht nur „die bevorzugten Adressaten des Evangeliums, sondern auch seine Träger und Künder“ (vgl. Mt 11,25 ).
Schon das Puebla-Papier erwähnt auch eine „vorrangigen Option für die Jugend“ [opción preferencial por los jóvenes]. Seit etwa 1990 werden des Öfteren analoge Formulierungen geprägt. So spricht etwa der deutsch-brasilianische Theologe Paulo Suess von einer „Option für die Anderen“. Diese Begriffe können teils als Radikalisierung oder Konkretisierung der Option für die Armen verstanden werden, teils dienen sie aber auch dem Kampf gegen die Befreiungstheologie, indem einer ihrer zentralen Begriffe auf seine theologischen Wurzeln zurückgeführt wird.

## Konsequenzen
„Option für die Armen“ meint nicht nur konkrete Hilfeleistungen, sondern auch, die Perspektive der Armen als kritisches Korrektiv in den Mittelpunkt politischen und sozialen Handelns zu stellen. Die lange Zeit vom Begriff des Naturrechts geprägte und dabei oft wenig flexible Christliche Soziallehre wurde durch die Aufnahme der Option für die Armen weiterentwickelt.
Vertreter der Befreiungstheologie und der sozialethischen Forschung haben die Option für die Armen zunehmend auch als Kriterium zur Bewertung von Umweltkonflikten herangezogen. Ausgangspunkt dieser Forderung ist die Beobachtung, dass Umweltzerstörung einzelne Gesellschaftsgruppen stärker belastet als andere, etwa hinsichtlich der Sozialfolgen des Klimawandels, der die Entwicklungs- und Schwellenländer in stärkerem Maß betrifft als die verursachenden Industrieländer. Da die Folgen ökologischer Degradation sozialräumlich ungleich verteilt sind, müsse sich die Kirche auch in der Umweltpolitik anwaltschaftlich auf der Seite der Entrechteten einsetzen. Ein Positionspapier der Deutschen Bischofskonferenz zum Klimawandel (2007) plädiert daher dafür, die „Option für die Armen“ auch auf die Opfer des Klimawandels anzuwenden (Ziffer 40).

## Analoge Entwicklung in der Ökumene und den evangelischen Kirchen
Das Darmstädter Wort von 1947 benannte bereits eine „Option für die Armen“ als notwendige Folge des Evangeliums und bezeichnete von da aus den Antimarxismus des deutschen Protestantismus als historische Schuld:

„Wir sind in die Irre gegangen, als wir übersahen, dass der ökonomische Materialismus der marxistischen Lehre die Kirche an den Auftrag und die Verheißung der Gemeinde für das Leben und Zusammenleben der Menschen im Diesseits hätte gemahnen müssen. Wir haben es unterlassen, die Sache der Armen und Entrechteten gemäß dem Evangelium von Gottes kommendem Reich zur Sache der Christenheit zu machen.“

Doch erst 1997 griffen die EKD und die Deutsche Bischofskonferenz diese Herausforderung ansatzweise auf und formulierten in ihrer gemeinsamen Denkschrift Für eine Zukunft in Solidarität und Gerechtigkeit:

„Die christliche Nächstenliebe wendet sich vorrangig den Armen, Schwachen und Benachteiligten zu. So wird die Option für die Armen zum verpflichtenden Kriterium des Handelns.“

Sie erklärten soziale Gerechtigkeit zum Zentralbegriff christlicher Sozialethik, folgerten daraus jedoch keine Strukturveränderungen im Produktionsbereich und Umverteilung von Kapitalmacht, sondern „Chancengleichheit“ und „gleichwertige Lebensbedingungen“ (3.3.3.), benutzten also Begriffe, die auch in fast allen Programmen politischer Parteien vorkommen.

## Quelle
- Dokument der 3. Generalversammlung des lateinamerikanischen Episkopats in Puebla (Mexiko): La evangelización vom 13. Februar 1979, auszugsweise in: DH 4610–4635.